# Acumulador de liti-ferro-fosfat

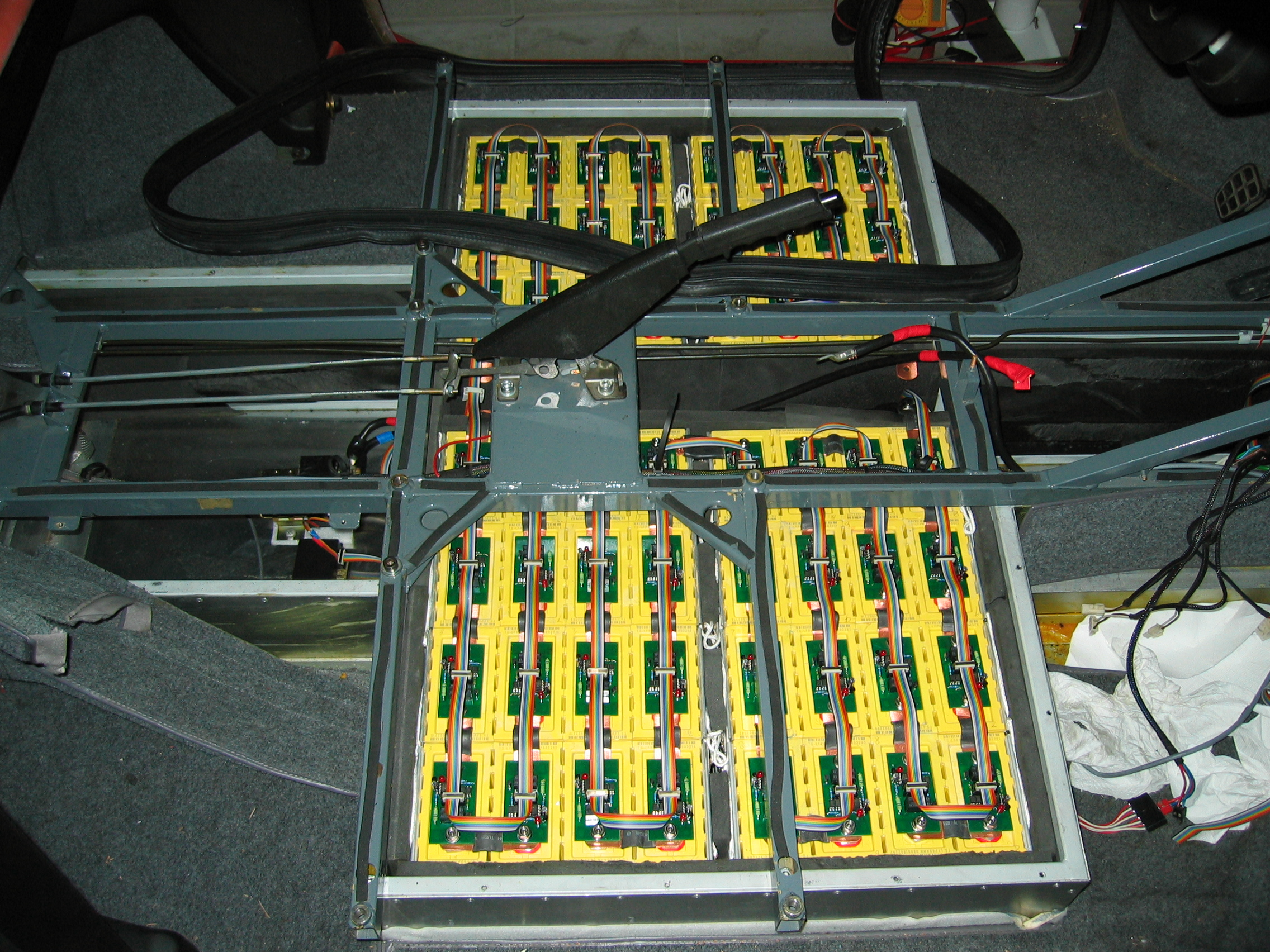
Una bateria de cotxe integrada

Un acumulador de liti-ferro-fosfat, també anomenat simplement, acumulador LFP, bateria LFP, o acumulador de LiFe', és un acumulador de liti el càtode del qual està fet de fosfat de ferro-liti : LiFePO₄ .
Les bateries LFP s'han estès ràpidament a la robòtica per raó dels importants avantatges que aporten.
Tenen una densitat d'energia inferior al voltant del 14% en comparació amb les bateries d'ió de liti convencionals que utilitzen la tecnologia LiCoO ₂. Admeten molts més cicles de recàrrega fet que els dona una llarga vida. Tampoc cal donar preferència a les càrregues parcials. Admeten intensitats elevades, cosa que els permet proporcionar molta potència i recarregar-se ràpidament. Tenen una tensió de 3,3 volts per cèl·lula, una tensió que varia poc durant la descàrrega, dificultant una mica l'estimació de la capacitat restant. Presenten molt menys risc d'incendi i es poden utilitzar fins a una temperatura de 70 °C. Per algunes aplicacions pot ser important l'estabilitat de tensió que proporcionen és molt alta durant gairebé tota la descàrrega. Són menys contaminants i també es poden emmagatzemar durant un llarg període.
Va aparèixer al voltant del 2007, és probable que eventualment substitueixin les bateries LiCoO ₂ en un gran nombre de les seves aplicacions.